# 農林中央金庫法
農林中央金庫法（のうりんちゅうおうきんこほう、平成13年6月29日法律第93号）は、農林中央金庫が、農業協同組合、森林組合、漁業協同組合その他の農林水産業者の協同組織を基盤とする金融機関としてこれらの協同組織のために金融の円滑を図ることにより、農林水産業の発展に寄与し、もって国民経済の発展に資することに関する日本の法律である。
当初は、1923年（大正12年）に産業組合中央金庫法（大正12年4月6日法律第42号）として制定され、1933年に現在の題名に変更、2001年（平成13年）に全部改正されている。

## 構成
- 第一章　総則（第1条 - 第7条）
- 第二章　会員（第8条 - 第19条の2）
- 第三章　管理（第20条 - 第53条）
- 第四章　業務（第54条 - 第59条の3）
- 第四章の二　外国銀行代理業務に関する特則（第59条の4―第59条の8）
- 第五章　農林債（第60条 - 第71条）
- 第六章　子会社等（第72条・第73条）
- 第七章　計算（第74条 - 第81条）
- 第八章　監督（第82条 - 第90条）
- 第九章　解散及び清算（第91条 - 第95条）
- 第九章の二　農林中央金庫代理業（第95条の2 - 第95条の5）
- 第九章の三　指定紛争解決機関（第95条の6―第95条の8）
- 第十章　雑則（第96条 - 第97条）
- 第十一章　罰則（第98条 - 第102条）
- 第十二章　没収に関する手続等の特例（第103条―第105条）
- 附則